# 박영식 (1934년)
박영식(朴煐植, 1934년 1월 26일 ~ 2013년 11월 23일)은 경상남도 김해 출신의 대한민국의 교육자이다. 연세대학교의 제11대 총장과 광운대학교 총장, 교육부 장관을 역임하였다.
2013년 11월 23일 숙환으로 별세했다.

## 학력
- 1953년 경남고등학교 졸업
- 1958년 연세대학교 철학과 학사
- 1960년 연세대학교 대학원 철학과 석사
- 1975년 미국 에모리 대학교 대학원 철학박사

### 명예 박사 학위
- 1998년 고려대학교 명예문학박사

## 경력
- 1975년 연세대학교 철학과 교수 ( ~ 1997년)
- 1988년 연세대학교 총장 ( ~ 1992년)
- 1989년 한국철학회 회장 ( ~ 1990년)
- 1994년 정부공직자 윤리위원장 (1994년 1월 28일 ~ 1995년 5월 15일)
- 1995년 제35대 교육부 장관
- 1997년 광운대학교 총장 ( ~ 2005년)
- 1999년 대한민국학술원 회원
- 2006년 광운대학교 석좌교수
- 2012년 제 34대 대한민국학술원 회장 ( ~ 2013년)

## 참고 자료
- 박영식 - 연세대학교

| 전임 안세희 | 제11대 연세대학교 총장 1988년 8월 ~ 1992년 7월 | 후임 송자 |

| 전임 김숙희 | 제35대 교육부 장관 1995년 5월 16일 ~ 1995년 12월 20일 | 후임 안병영 |